# Stara Judzianka
Stara Judzianka – południowo-zachodnia część miasta Hajnówki położona w rejonie ulicy Judzianka Stara .

## Historia
Za II RP należała do gminy Orla w powiecie bielskim w województwie białostockim. 13 kwietnia 1929 weszła w skład nowo utworzonej gminy Hajnówka w tymże powiecie, której 1 kwietnia 1930 nadano status gminy wiejskiej o miejskich uprawnieniach finansowych. Gmina Hajnówka przetrwała tylko ponad rok, bo już 30 czerwca 1930 zniesiono ją, a Stara Judzianka powróciła do gminy Orla.
16 października 1933 roku Judzianka wraz z Judzianką, Poryjewem i Górnem utworzyły gromadę Górne w gminie Orla. 1 października 1934 po raz drugi utworzono gminę Hajnówka, w związku z czym Judziankę ponownie odłączono od gminy Orla i włączono do gminy Hajnówka.
Po II wojnie światowej zachowała przynależność administracyjną. 1 lipca 1952 gromadę Górne (z m.in. Starą Judzianką) zniesiono, włączając ją do miasta Hajnówki.